# Desa Sindangkerta (administrativ by i Indonesien, Banten)
Desa Sindangkerta är en administrativ by i Indonesien.   Den ligger i provinsen Banten, i den västra delen av landet, 140 km sydväst om huvudstaden Jakarta.